# Diego Soldano
Diego Soldano, é um ator argentino. mais conhecido pelos seus notáveis papéis nas novelas, La Patrona, Las trampas del deseo, Los miserables e Señora Acero.

## Vida pessoal
Diego Soldano nasceu em Buenos Aires, Argentina, é o mais velho de 4 filhos e tem 3 irmãs mais novas.
Soldano é pai de Dante, Emma e Valentine, de seu relacionamento anterior.
Diego Soldano é casado com Shiran Avraham desde março de 2024.

## Filmografia
| Ano       | Título                | Personagem                         |
| --------- | --------------------- | ---------------------------------- |
| 2012      | Por ella soy Eva      | Gabriel Ospina                     |
| 2012      | Amor bravío           | Dante Barrientos                   |
| 2013      | La patrona            | Rodrigo Balmaceda "Mano de Hierro" |
| 2013-2014 | Las trampas del deseo | Silvio Galeano / Federico          |
| 2014-2015 | Los miserables        | Pablo Riobueno                     |
| 2015-2016 | Señora Acero          | Pedro Juárez                       |
| 2017-2020 | La doña               | Daniel Llamas                      |
| 2017-2018 | Muy padres            | Matías Montellano                  |
| 2018      | Enemigo íntimo        | Federico Montalvo                  |
| 2020      | Desaparecida          | Gastón Andrade                     |
| 2021      | Madre solo hay dos    | Daniel                             |
| 2022      | La madrastra          | Gaspár Parra                       |

## Prêmios e indicações
| Ano  | Premio           | Categoria                             | Destinatário   | Resultado |
| ---- | ---------------- | ------------------------------------- | -------------- | --------- |
| 2013 | Premios Tu Mundo | Melhor Ator Coadjuvante               | La Patrona     | Indicado  |
| 2013 | Premios Tu Mundo | O Casal Perfeito (com Christian Bach) | La Patrona     | Indicado  |
| 2015 | Premios Tu Mundo | Melhor Ator Coadjuvante: Novela       | Los miserables | Indicado  |